# Heikki Kähkönen
Heikki Kähkönen (26. prosince 1891 Rääkkylä, Finsko – 30. června 1962 Imatra, Finsko) byl finský zápasník, reprezentant v zápase řecko-římském.
V roce 1920 vybojoval stříbrnou medaili na olympijských hrách v Antverpách v pérové váze.